# かみいさん!
かみいさん！は、2018年製作・公開の日本映画。岡山県倉敷市児島を舞台に、美容師を志す一人の男子高校生を通じて美容師の仕事の大切さを学びながら成長していく姿を描いた青春映画である。タイトルは美容師を表す古い言葉に由来する。
「瀬戸大橋開通30周年記念事業」として岡山県から認定された。
2018年10月21日、倉敷市内で先行上映会が開かれた。

## 制作の背景
「美容師として大切な事は、会話や心配りの出来るコミュニケーション能力にある」という、美容師を30年務めた監督・桑田浩一の思いが映画制作のきっかけである。桑田は「美容師の仕事の本当の大切さを主に美容師 を志す若者(中、高校、専門学校生)に伝えたいと思い製作を決意した」と述べている。

## あらすじ
美容師の母と二人暮らしの高校一年生の少年・サトルが、美容院でのインターンシップを経て、新人青年美容師として周囲の美容師や介護施設の人たちなど、人と接することでたくさんの楽しさや喜びを体験しながら成長する姿を描く。

## キャスト
- 坂本サトル：石原響
- 店長 山本幸一：大滝明利
- 美容師先輩 桑田亜季：八木景子
- サトルの母 坂本美保：橋本昌子
- ちいちゃん：福井柑奈
- あつし：梨翔（HAREDAN）
- 天使：佐藤朱莉
- 新郎：深月信之介
- 一誠：松詠人
- 店長の友達：播州一

仁熊海紀子、浜田真理、橋本悟志、増井孝充、miho。、植野泰世

### 特別出演
- 店長の先輩：高野浩幸
- 澄子：星光子

## スタッフ
- 監督・脚本：桑田浩一
- プロデューサー：小川孝雄、成合一康
- 撮影監督・編集：釜野陽介
- 照明：武田龍也
- 録音：山地英明、六車隆範
- 音楽：植木ゆかり
- 音楽制作：UNBRANFORD
- 制作担当：佐藤美穂子
- 制作：有明弘昭、小林道子、三村晃庸
- 助監督：山本明子
- スクリプター：竹原瑠衣
- ヘアーメイク着付：片山いずみ
- ヘアーメイク応援　　濱田一成　田中美奈実　岡野初美
- 美容監修：岡野響子
- ドローン撮影：小林徹
- 広報：福田歩惟
- 協力スタッフ：行田雅、林あかね、丹下佳昭
- スチール：片山千永子
- 調理指導：藤村政親
- 題字：榊原匡章
- 後援：児島商工会議所、岡山県アパレル工業組合、美容組合児島支部、児島ジーンズストリート協同組合、岡山県建設労働組合児島支部、稗田自治会連合会、唐琴自治会、倉敷王子ライオンズクラブ、
- 協力・協賛：国指定重要文化財旧野崎家住宅、ビッグイシュー日本、tabioka.com
- 推薦：岡山県美容生活衛生同業組合
- 製作委員会：「かみいさん！」製作実行委員会

## 製作・上映
- 2016年10月16日(日)、17日(月)倉敷市児島産業振興センターにてオーディション開催。
- 2017年1月23日(月) 倉敷市民交流センターで制作発表される[2]。
- 2018年10月21日、倉敷市で先行上映[7]。次いで11月の「岡山映画祭2018」で公開[1]。

## 主題歌
- まゆみゆ「Everyone」 （LUGZ STAR RECORDS）
  - 作詞：植木 ゆかり、作曲：Lugz&Jera

## 挿入歌
- 吉永拓未「今のわたし。」 （Office KIKOE）
  - 作詞、作曲：吉永拓未

## 劇伴・挿入歌
- 劇伴 : UNBRANFORD
  - 挿入歌 : UNBRANFORD

## ロケ地
岡山県倉敷市児島地域
- ギャロップヘアー
- 児島公園
- 旧野崎家旧宅（国指定重要文化財）
- 児島展望台
- 岡山県立倉敷鷲羽高等学校
- 倉敷市立児島中学校
- みのり美容室
- 倉敷シルバーセンター
- 稗田さくら公園(稗田駅)
- 稗田八幡宮
- やまな内科整形外科
- 倉敷ビューティーカレッジ